# Dubyshche (Rózhyshche)
Dubyshche (ucraniano: Дуби́ще; polaco: Dubiszcze) es un asentamiento de tipo urbano de Ucrania, constituido administrativamente como una pedanía de la ciudad de Rózhyshche, en el raión de Lutsk de la óblast de Volinia.
En 2017, la localidad tenía 1960 habitantes.
Se ubica en la periferia nororiental de la ciudad, separado de la misma por el río Prúdnyk.

## Historia
Se conoce la existencia del pueblo en documentos desde 1322. En la RSS de Ucrania, el pueblo era sede de un consejo rural en el raión de Rózhyshche, pero tuvo un notable desarrollo urbano como consecuencia de su cercanía a la capital distrital. Debido a ello, tras la independencia de Ucrania, en 1992 adoptó el estatus de asentamiento de tipo urbano, y tuvo su propio ayuntamiento urbano hasta la reforma territorial de 2020.